# 那曲镇
那曲镇（藏語：ནག་ཆུ་གྲོང་རྡལ་，威利转写：nag chu grong rdal）是中华人民共和国西藏自治区那曲市色尼区下辖的一个镇。

## 行政区划
那曲镇下辖以下地区：
塔恰拉姆社区、冲新社区、罗布热地社区、色尼社区、林廓社区、德吉社区、仁毛社区、嘎登康桑村、加姆朵村、普仓村、杰嘎村、卓波布村、多空村、德沙村、多格村、巴如村、曲果仁毛村、多秋村、多拉村、龙让村、果熊村、达噶村、果弱村、俄玛体格村、罗岗村、嘎拉那措村、措查村和普索村。